# Edgar Sein
Edgar Sein (Pseudonyme Edgar Hiiesaar, Madis Präu, Cactus, * 21. Februarjul. / 5. März 1908greg. in Kärdla; † 7. Juni oder nach dem 20. Juni 1941) war ein estnischer Journalist und Schriftsteller.

## Leben
Sein ging in Tallinn auf die Grundschule, die er 1922 verließ, um auf eine Handelsschule zu wechseln. Dort geriet er indirekt in Kontakt mit in Leningrad lebenden estnischen Kommunisten, wodurch er ohne sein Wissen am kommunistischen Putschversuch am 1. Dezember 1924 beteiligt war, da er zur Bewachung eines Gebäudes abkommandiert war. Daraufhin wurde er Ende Dezember verhaftet und am 28. Mai 1925 zu einer dreijährigen Haftstrafe verurteilt, aus der er Ende 1926 vorzeitig entlassen wurde. Er schlug sich danach mit Gelegenheitsarbeiten durch und schrieb für mehrere Zeitungen.
Nach der Sowjetisierung Estlands 1940 geriet er ins Visier der neuen Machthaber und wurde im Dezember 1940 verhaftet. Er wurde am 15. April zum Tode verurteilt, über den genauen Todeszeitpunkt herrscht Unklarheit.

## Werk
Edgar Sein hat einen einzigen Roman verfasst, den er 1934 unter dem Pseudonym Edgar Hiiesaar veröffentlichte. Er ist in die estnische Literaturgeschichte eingegangen, weil er unmittelbar nach seiner Auslieferung „wegen seines vermeintlich schädlichen Einflusses auf die Jugend und der Gefahr für die staatliche Ordnung kurzerhand wieder eingesammelt [wurde], teilweise direkt aus der Druckerei, teilweise aus dem Buchhandel, wobei nur einige wenige Exemplare für wissenschaftliche Bibliotheken gerettet werden konnten.“ Hintergrund hierfür ist die autoritäre Regierung von Konstantin Päts und Johan Laidoner, unter denen die Zensur in Estland wieder eingeführt wurde.
Inhaltlich betrachtet handelt es sich um einen Gesellschaftsroman, wie sie in der Zwischenkriegszeit in Estland auch von Leida Kibuvits, Enn Kippel, Richard Roht oder Agnes Taar geschrieben wurden. Hauptperson ist ein Journalist, der sich in eine schöne Frau verliebt, die ihrerseits mehrere Verbindungen, unter anderem mit einem reichen Geschäftsmann, eingeht, den sie am Ende des Romans auch heiratet, wobei bewusst offengelassen wird, ob sie den Geschäftsmann lediglich ausnutzt oder ihm tatsächlich zugeneigt ist. Nebenher hat sie noch eine Reihe anderer Beziehungen, von denen die für die damalige Zeit ungewöhnlich offen beschriebene lesbische Beziehung am Auffälligsten ist. Sie war jedoch keinesfalls die Ursache für das Einschreiten der Zensur, die sich eher allgemein an der fehlenden Moral oder des dargestellten dekadenten Lebens störte. Möglicherweise war auch die verhaltene Gesellschaftskritik – Mauscheleien zwischen Wirtschaftsbossen und der Politik – ein Grund für die Einmischung von oben.

## Bibliografie
- Purjus väärjumalad (Märatseja ja kokott) ('Die betrunkenen Abgötter [Der Rasende und die Kokotte]'). Tallinn: Joh. Paurmanni kirjastus 1934. 154 S.
- [Neudruck] Purjus väärjumalad (Märatseja ja kokott). Tallinn: Eesti Raamat 2013. 158 S.